# Vélez-Málaga
Vélez-Málaga é um município da Espanha na província de Málaga, comunidade autónoma da Andaluzia, de área 158 km² com população de 69604 habitantes (2004) e densidade populacional de 390,92 hab/km².

## Demografia
| Variação demográfica do município entre 1991 e 2004 | Variação demográfica do município entre 1991 e 2004 | Variação demográfica do município entre 1991 e 2004 | Variação demográfica do município entre 1991 e 2004 |
| --------------------------------------------------- | --------------------------------------------------- | --------------------------------------------------- | --------------------------------------------------- |
| 1991                                                | 1996                                                | 2001                                                | 2004                                                |
| 50999                                               | 53071                                               | 57142                                               | 61797                                               |